# Азан (полководец)
Азан — согдийский полководец, возглавлял отряд войск в персидской армии Ксеркса I во время Второго персидского вторжения в Грецию в 480 году до н. э.
Азан был согдийцем, а согдийцы были ираноязычным племенем, которые некогда населяли Согдиану. Он был сыном Артаи (Артея). Всё, что известно о нём, идёт от Геродота, который сообщает, что Азан пошёл на войну с Ксерксом I против греков в 480 г. до н. э., таким образом, участвуя, в персидском вторжении в Грецию, которая была начата в ответ на поражение первого Персидского вторжения в Грецию в битве при Марафоне, что привело к победе греков.
Царь Леонид остановил персов у Фермопил, а также в битве при Артемисии. Последняя битва, однако, завершилась стратегической победой персов, и после их окончательной победы при Фермопилах вся Эвбея, Фокида, Беотия и Аттика пали перед персидской армией, которая захватила и сожгла Афины. Грекам удалось защитить Пелопоннес и заманить персов в Саламинский пролив, где их корабли были дезорганизованы и потерпели поражение. Ксеркс I бежал обратно в Азию, а Мардонию оставалось завершить завоевание. Он потерпел поражение и был убит в битве при Платеях, которая в сочетании с морской победой греков при Микале определила поражение персов. Судьба Азана неизвестна.
Азан командовал согдийцами, в то время как Артабазос и Артифиос командовали, соответственно, парфянами, хорезмийцами, гандхарцами и дардами. Говорят, что все они служили с тем же снаряжением, что и бактрийцы.